# Artéria comunicante posterior
Na anatomia humana, a artéria comunicante posterior é um par de vasos no lados direito e esquerdo que estão no polígono de Willis. Ela se conecta a três artérias cerebrais do mesmo lado. Anteriormente, é uma porção da trifucação terminal da artéria carótida interna. A artéria cerebral anterior e a artéria cerebral média são os outros dois ramos da trifurcação. Posteriormente ela se comunica com a  artéria cerebral posterior.

## Patologia
Aneurimas da artéria comunicante posterior são o segundo tipo mais comum de aneurisma do polígono de Willis. (o mais comum é o aneurisma da artéria comunicante anterior) e pode levar a uma paralisia do nervo oculomotor.